# “Your Songs”with strings at Yokohama Arena
『“Your Songs”with strings at Yokohama Arena』（ユア・ソングス・ウィズ・ストリングス・アット・ヨコハマ・アリーナ）は、日本のロックバンド・レミオロメンが2011年4月28日にOORONG RECORDSから発売した2枚目のライブアルバムである。

## 概要
- 2023年現在、レミオロメンとして最後のリリース作品である。
- 初回生産限定盤付属のDVDには、2011年3月9日に神奈川県の横浜アリーナにて開催されたバンドとしては初の試みとなる生のストリングスとのコラボ「レミオロメン “Your Songs” with strings at Yokohama Arena」が映像化され当日のセットリストが全曲収録されている。

## 収録曲
- ストリングスライブアレンジ：皆川真人、ブラスアレンジ：前田啓介（特記除く）

### Disc 1
本編
1. Opening Theme
作曲：前田啓介
2. 3月9日 (with strings)
ストリングス & ブラスアレンジ：前田啓介、ストリングスライブアレンジ：皆川真人
3. 春夏秋冬
4. Sakura
5. 夢の蕾
6. 永遠と一瞬
7. Wonderful & Beautiful
8. プログラム
9. 海のバラッド
10. 傘クラゲ
11. 流星
12. アイランド
ストリングス & ブラスアレンジ：前田啓介、ストリングスライブアレンジ：皆川真人

### Disc 2
本編
1. Strings Medley（茜空〜コスモス〜波）
2. リズム
3. 五月雨
4. 雨上がり
5. まめ電球
ストリングスライブアレンジ：皆川真人、ブラスアレンジ：前田啓介、ブラス・コ・アレンジ：タブゾンビ、後関好宏
6. モラトリアム
ストリングスライブアレンジ：皆川真人、ブラスアレンジ：前田啓介、ブラス・コ・アレンジ：タブゾンビ、後関好宏
7. スタンドバイミー
8. 太陽の下
9. 粉雪
10. Your Song

アンコール
1. 南風
2. 明日に架かる橋
ストリングスライブアレンジ：岡村美央、ブラスアレンジ：前田啓介、ブラス・コ・アレンジ：タブゾンビ、後関好宏
3. もっと遠くへ
ストリングスライブアレンジ：皆川真人、ブラスアレンジ：前田啓介、ブラス・コ・アレンジ：タブゾンビ、後関好宏
4. 3月9日

## 参加ミュージシャン
レミオロメン
- 藤巻亮太：Vocal & Guitar
- 前田啓介：Bass
- 神宮司治：Drums

サポートメンバー
- 皆川真人：Keyboards
- 田中義人：Guitar
- 岡村美央：1st Violin
- 伊勢三木子：1st Violin
- 上里はな子：1st Violin
- 下川美帆：2nd Violin
- 伊藤彩：2nd Violin
- 菊地幹代：Viola
- 舘泉礼一：Viola
- 笠原あやの：Cello
- ロビン・デュプイ：Cello
- タブゾンビ：Trumpet
- 後関好宏：Sax
- 滝本尚史：Trombone